# كازوتو ناكازاوا
كازوتو ناكازاوا (باليابانية: 中澤一登؛ بالكانا: なかざわ かずと) هو رسام رسوم متحركة ورسام توضيحي ومخرج ياباني، ولد في 4 مارس 1968 في نييغاتا في اليابان.

## وصلات خارجية
- كازوتو ناكازاوا على موقع IMDb (الإنجليزية)
- كازوتو ناكازاوا على موقع ألو سيني (الفرنسية)
- كازوتو ناكازاوا على موقع ميوزك برينز (الإنجليزية)
- كازوتو ناكازاوا على موقع أول موفي (الإنجليزية)
- كازوتو ناكازاوا على موقع قاعدة بيانات الفيلم (الإنجليزية)
- كازوتو ناكازاوا على موقع كينوبويسك (الروسية)
- كازوتو ناكازاوا على موقع ANN person (الإنجليزية)